# Cechenena subangustata
Cechenena subangustata là một loài bướm đêm thuộc họ Sphingidae. 

## phân phát
Nó được tìm thấy ở Nepal, đông bắc Ấn Độ, Thái Lan, tây nam Trung Quốc, Đài Loan, Malaysia (Peninsular, Sarawak) và Indonesia (Sumatra, Java, Kalimantan).

## miêu tả
Nó rất giống với Cechenena lineosa, nhưng lớn hơn và cánh trước hoàn toàn màu xanh lá cây, Ngoài ra cả hai cánh đề có màu hơi vàng ở dưới.

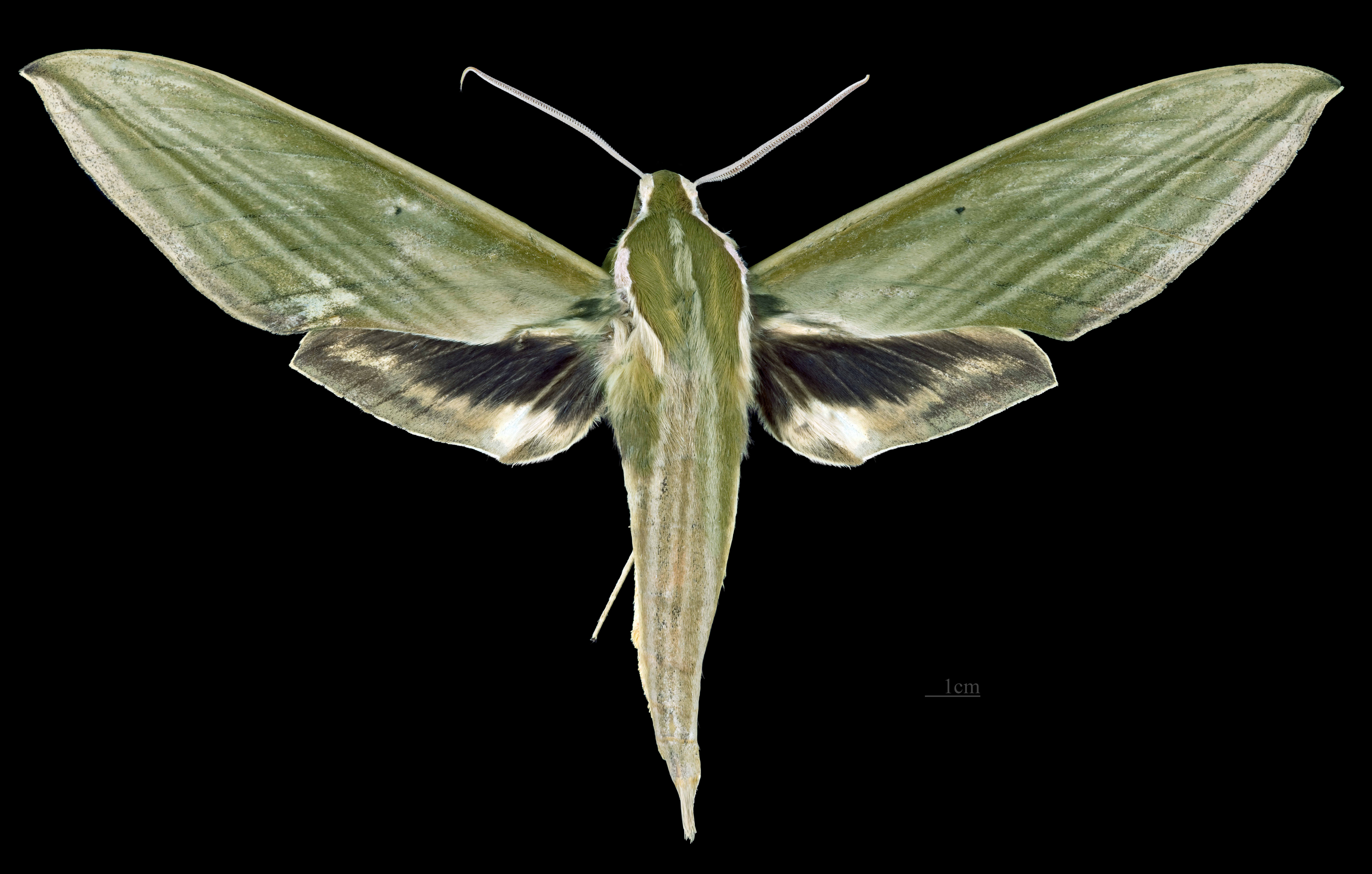
Cechenena subangustata ♂
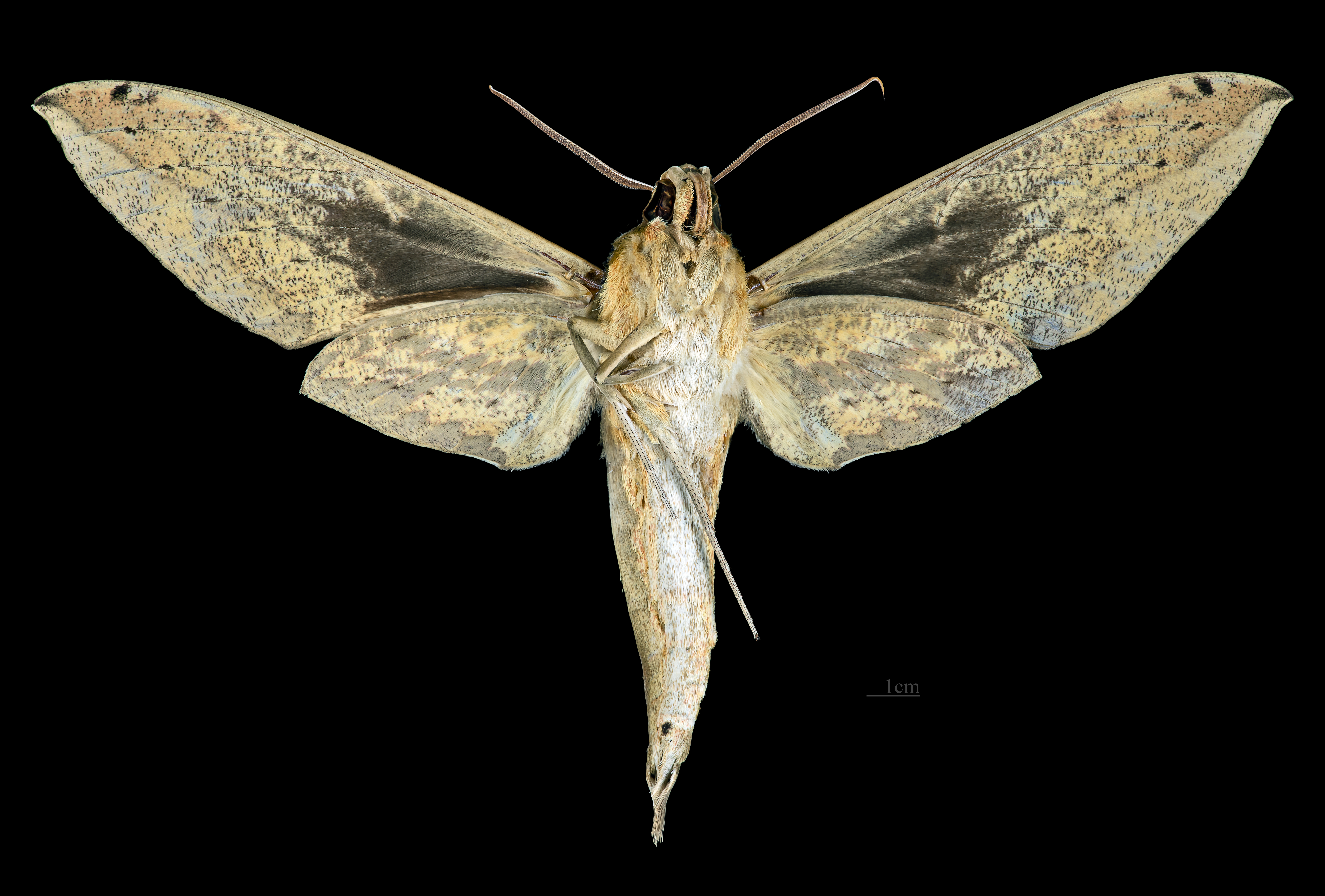
Cechenena subangustata ♂ △
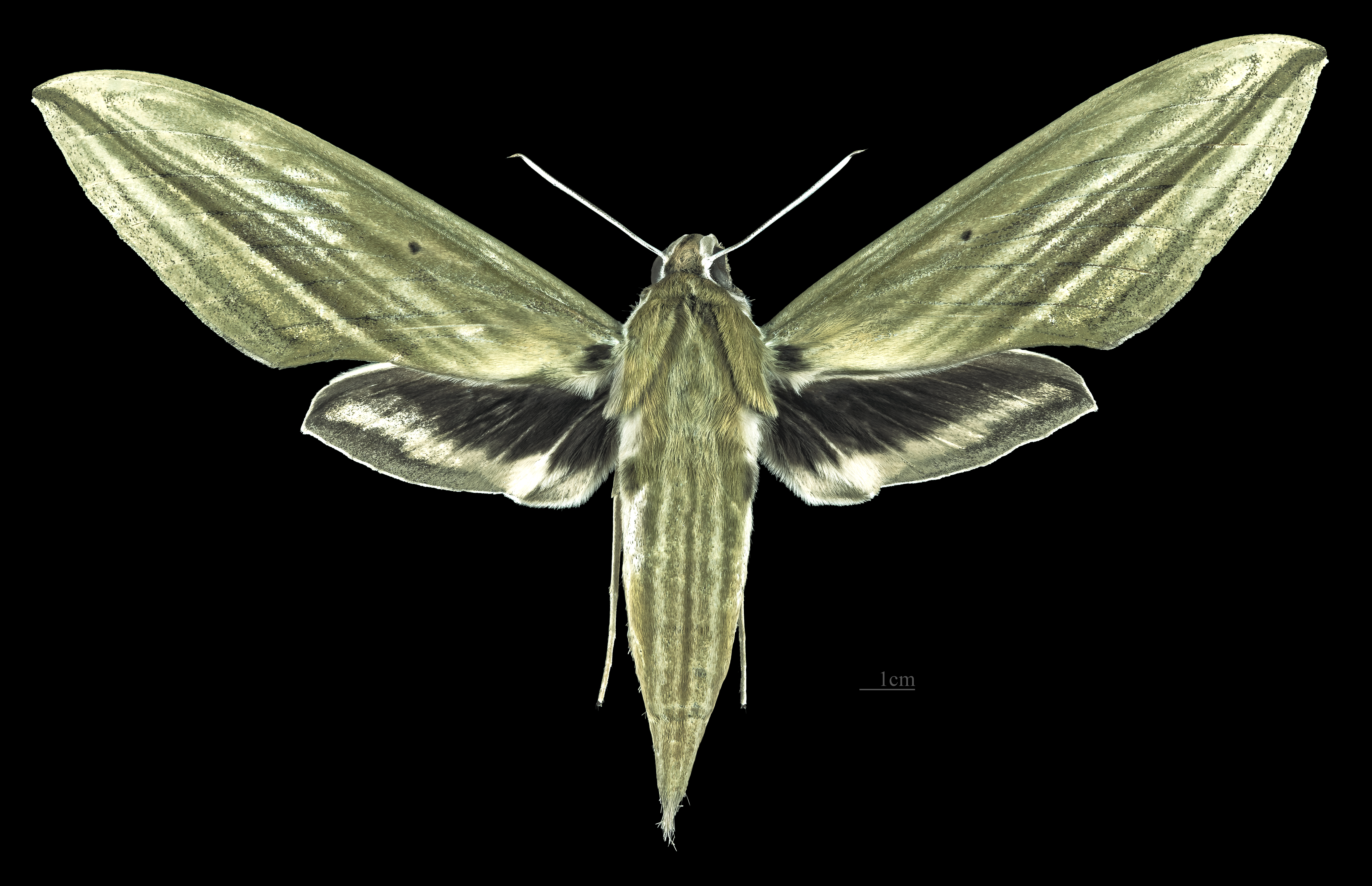
Cechenena subangustata ♀
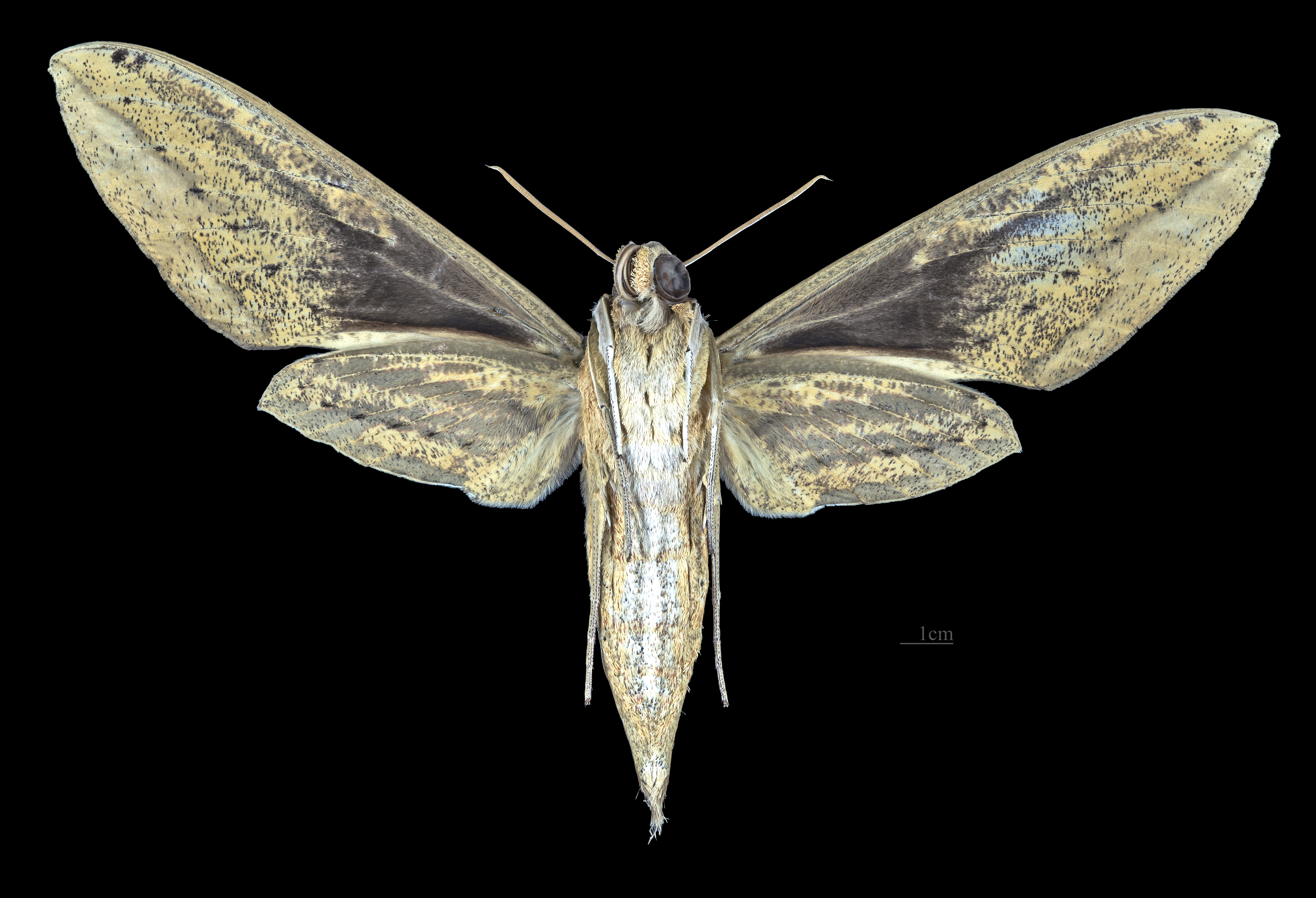
Cechenena subangustata ♀ △